# Liste des écoles d'architecture et de paysage
Cette liste répertorie les écoles d'architectures et de paysage à travers le monde.

## Afrique
- Institut supérieur Agronomique de Chott-mariem (ISA Chott-mariem) à Sousse ,Tunisie (License ,ingénieur,Master professionnel)

## Allemagne
- Hochschule Weihenstephan-Triesdorf (HSWT) à Freising en Bavière

## Australie
- Adelaide University School of Architecture Landscape Architecture and Urban Design
- RMIT School of Architecture and Design

## Belgique
- Université de Liège (Gembloux Agro-Bio-Tech), Licence et Master
- Université Libre de Bruxelles (Faculté de la Cambre-Horta)  Licence et Master en partenariat avec l'ULG
- Haute-Ecole Charlemagne (ISIa Gembloux), cycle court 3 ans (architecte des jardins) et cycle long (partenariat avec l'ULG)

## Canada
- John H. Daniels Faculty of Architecture, Landscape and Design

## États-Unis
- Cal Poly Pomona College of Environmental Design
- Cal Poly College of Architecture and Environmental Design (San Luis Obispo)
- University of Georgia College of Environment & Design
- Cornell University
- Harvard university

## En France
Public
- École nationale supérieure du paysage (ENSP) à Versailles
- École nationale supérieure de la nature et du paysage (ENSNP) à Blois
- École nationale supérieure d'architecture et de paysage de Bordeaux (ENSAP Bx.) à Bordeaux
- Ecole nationale supérieure d'architecture et de paysage de Lille (ENSAPL) à Lille
- Institut national d’horticulture et du paysage (INHP) à Angers

Privé
- École supérieure d'architecture des jardins et des paysages (ESAJ) à Paris
- Institut des Techniques de l’Ingénieur en Aménagements Paysagers de l'Espace (ITIAPE) à Lesquin

## Royaume-Uni
- Edinburgh School of Architecture and Landscape Architecture

## En Suisse
- HEPIA / École d'ingénieurs de Lullier à Genève
- Institut d'architecture de l'université de Genève